# 悪魔とダニエル・ジョンストン
『悪魔とダニエル・ジョンストン』（The Devil and Daniel Johnston）は、2005年のアメリカ映画。躁鬱病に苦しむ孤高のアーティスト、ダニエル・ジョンストンを追ったドキュメンタリー映画。2005年のサンダンス映画祭でドキュメンタリー作品監督賞を受賞した。